# Commissariat de la Marine
 (août 2013).
Ne doit pas être confondu avec administrateur des affaires maritimes.

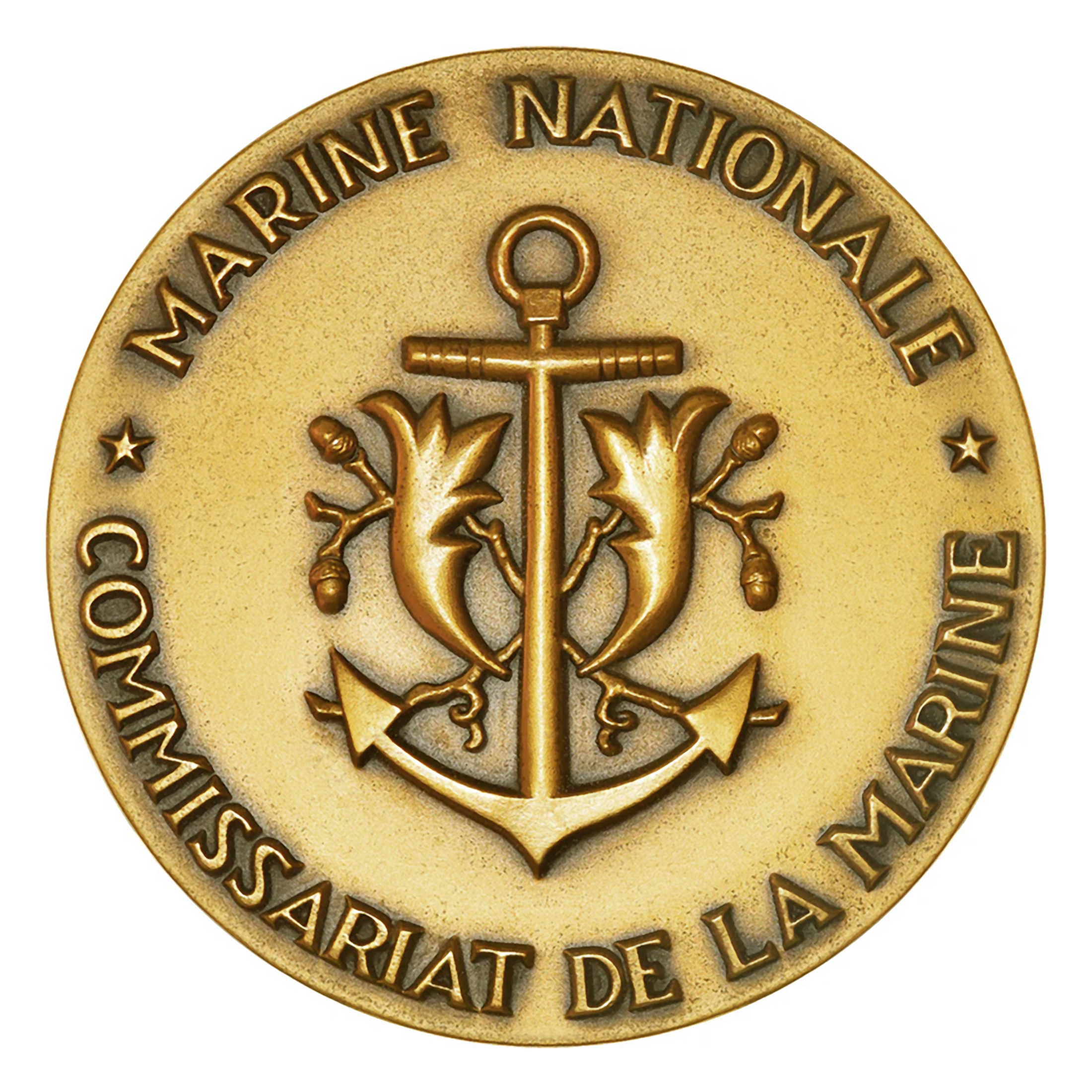
Emblème du commissariat de la Marine.

L'ancien service du commissariat de la Marine française organisait et coordonnait le soutien logistique des forces maritimes dans les domaines suivants : rechanges navals, matériel courant combustible de navigation, habillement, ravitaillement en vivres. À compter du 1er janvier 2010, il est dissous, et une grande partie de ses attributions est reprise par la direction centrale du service du commissariat des armées.
Il assurait également l’administration financière du personnel militaire de la Marine, élaborait la réglementation et avait la charge de la vérification (audit) des formations de la Marine. Le commissariat de la Marine exerçait enfin une fonction générale d’expertise juridique au profit de la Marine : élaboration des textes relatifs au droit de la mer, participation au soutien juridique des opérations navales, instruction de dossiers de contentieux. Le corps des officiers du corps technique et administratif de la Marine dont 60 % environ servent directement dans les forces (bâtiments, états-majors embarqués ou à terre). Ces officiers étaient formés en école sur le site de la Lanvéoc-Poulmic (Finistère), où est implantée l'École navale.
À compter de 2013, les commissaires des armées, devenu corps unique, sont formés à l'École des commissaires des armées implantée à Salon-de-Provence.

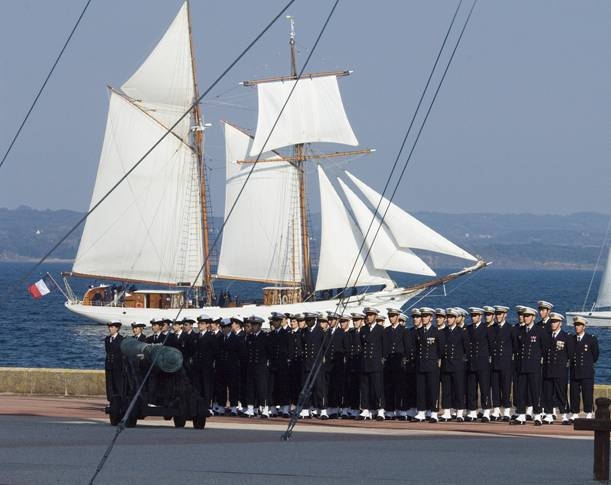
Élèves de l'école des officiers du commissariat de la Marine.

## Histoire du commissariat de la Marine

### La genèse, auXIIIesiècle
Le commissariat de la Marine est né d’une obligation vitale pour toute force navale : celle de disposer d’approvisionnements et de lieux de réparation. Le premier arsenal, le Clos des galées, créé sous Philippe le Bel dans un faubourg de Rouen à la fin du XIIIe siècle, a donc donné naissance à une administration. Charles V, puis François Ier ont par la suite ébauché une organisation qui, après avoir partagé la responsabilité des côtes françaises entre quatre amirautés, a vu progressivement apparaître des personnels chargés de réaliser les approvisionnements, de gérer les magasins et de veiller aux intérêts du Roi, dans les ports comme à bord des vaisseaux.
L’existence des commissaires est pour la première fois mentionnée dans un édit de mars 1584 par lequel Henri III tente d’organiser l'ensemble des activités maritimes. Sur 130 officiers, une bonne moitié d'agents est chargée d'administrer, de compter ou de surveiller. Avec les guerres de religion, tous les efforts d’organisation s’avèrent ruinés et le déclin est donc indéniable lorsque Richelieu parvient aux affaires en 1624.

### Le siècle des fondateurs: Richelieu et Mazarin
Richelieu s'installe dans la fonction de grand maître, chef et surintendant de la navigation en 1626, puis réunit entre ses mains les amirautés et la charge des galères. Fort de ces pouvoirs, le Cardinal de Richelieu contrôle, construit et administre. Sous l'autorité de l'intendant général de la Marine, huit lieutenants généraux contrôlent les provinces littorales, assistés chacun de deux commissaires qui doivent s’assurer de la bonne observation des ordonnances de la Marine. Les ports de Brest, Brouage, Le Havre sont développés et le rôle de Toulon confirmé. L'édit du 29 mars 1631 précise que désormais l'armement des vaisseaux ne sera plus à la charge des capitaines, mais à celle de « l'État » qui en gardera l'entière propriété. Dans chacun des ports, leur conservation et leur entretien sont confiés à un commissaire général.
Mazarin poursuit l'œuvre administrative et prépare la voie aux grandes ordonnances de Colbert et Seignelay. Un édit de 1650 nomme vingt commissaires pour veiller au recrutement des équipages. Il leur appartient de verser les avances de solde, d'assurer vivres et logement jusqu'au lieu d'embarquement et de solder les comptes lors du licenciement.
En mars 1659, à Toulon, pour la première fois, un intendant « de justice, police et finances » est désigné dans un port. Il reçoit du roi délégation générale pour veiller à l'observation des règlements et ordonnances de la Marine.

### Sous Colbert
Chargé des finances depuis 1661, secrétaire d'État à la Marine en 1669, Colbert est son propre ordonnateur. Il est détenteur de tous les pouvoirs et n'a de compte à rendre qu'au roi. Il concentre son œuvre sur l'organisation des arsenaux et la gestion des moyens, celle des hommes comme celle des approvisionnements.
Pour les arsenaux, Colbert veut l'économie. L'exemple de Toulon, où l'intendant installé en 1659 a obtenu des résultats satisfaisants, est étendu sur le quai aux vivres à Rochefort en 1666, puis à Brest en 1674. Peu à peu, des corderies sont bâties ainsi que les bassins, les fonderies de canons, les forges aux ancres, les magasins, les fours à pain... Dans le même temps, la décision est prise de confier la charge des approvisionnements en vivres à un munitionnaire général choisi par une adjudication annuelle, tandis qu'une grande ordonnance sur les eaux et forêts met le royaume en coupe au profit de la Marine, grosse consommatrice de bois. Des commissaires visiteront les provinces pour marquer les arbres propres aux constructions, surveiller les adjudications, les coupes et, dans les arsenaux, veiller au stockage des grumes et à la démolition des vaisseaux condamnés
Parallèlement, un projet de conscription se dessine. Le système des classes s'applique à la population maritime du littoral divisée en une multitude de « quartiers » placés sous la responsabilité d'un commissaire, avant que d'autres ne soient créés plus tard dans les bassins intérieurs de la Loire et de la Garonne. La Marine est donc omniprésente, jusqu'aux colonies dont l'administration n'est qu'une transposition pure et simple de l'administration navale avec ses intendants, commissaires, écrivains et commis.
L'œuvre immense de Colbert est résumée après sa mort dans l'ordonnance de 1689 promulguée par Seignelay, son fils et successeur. Elle distingue le vaisseau à la mer et le vaisseau dans le port. Le premier est confié aux officiers militaires. Le second est l'objet de l'attention presque exclusive des officiers civils chargés de l'administration. Secondé par un commissaire général, l'intendant des grands ports est confirmé dans ses fonctions de justice, police et finances. Il est assisté par des commissaires compétents dans l'ordre technique et administratif placé à la tête des services de l'arsenal : magasin général, constructions, radoubs et carènes. Chaque armée navale dispose enfin d'un commissaire général ; un écrivain du roi figure dans l'état-major des bâtiments de plus de cinquante-neuf hommes ; il est l'œil du maître, le roi ; ses rapports font foi.
Avec les guerres de la Ligue d'Augsbourg et de Succession d'Espagne, les difficultés grandissent et deviennent pratiquement insurmontables. L'argent manque et le système des classes s'en trouve compromis.

### AuXVIIIesiècle

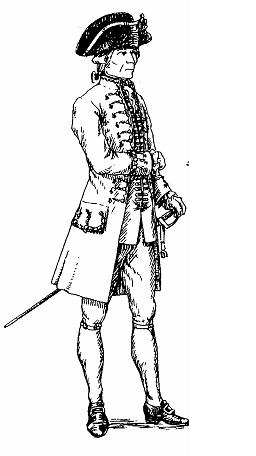
Un commissaire général en 1776.

C’est alors que s’exacerbe la lutte de la « plume » et de l’« épée » qui voit les intendants et commissaires s’opposer aux officiers de marine. Ces derniers, qui admettent mal les prérogatives du corps de l’administration, ne vont avoir de cesse que d’affirmer leur autorité. En 1765, après les désastres navals de la guerre de Sept Ans, les dispositions prises par Choiseul, ministre de la Marine, amorcent une première réorganisation tendant à donner la prééminence aux officiers de vaisseau. C’est ainsi qu’en 1765, Choiseul place ainsi chaque port sous l'autorité d'un commandant de la Marine. Puis, viennent les ordonnances de Sartines qui consacrent définitivement la prééminence des officiers de vaisseau. Certes, si durant la guerre d'indépendance d'Amérique, on dénombre ainsi les succès des Suffren, de Grasse, Guichen, Lamotte-Picquet et d'Estaing, force est de constater qu’ils ont été remportés sur un arrière-plan de gabegie financière et de désordre administratif. À la fin du conflit, il est ainsi impossible de justifier l'emploi d'un milliard et demi de livres et, en 1789, l'apurement définitif des comptes des marins n'a pu encore être fait.
Il revient alors au Maréchal de Castries de remettre de l’ordre. Progressivement, il réglemente la nourriture des équipages, revoit le système des classes et l'administration des ports. Les ordonnances du 1er janvier 1786 reconsidèrent presque tous les aspects de la vie de la Marine et, le 19 mars 1788, un Conseil permanent d'administration du Département de la Marine est créé où siègent quatre intendants parmi les dix membres.

### Sous la Révolution
Alors que l’indiscipline gagne les ports dès 1789, l'Assemblée nationale veut réformer: l’administration est « civilisée », et l’intendant supprimé. La Convention tente alors de promouvoir un « ordonnateur » placé dans les grands ports, responsable unique pour tous les travaux, les approvisionnements, les comptabilités, la police et l’inscription maritime qui succède au système des classes.

### L’ordre impérial

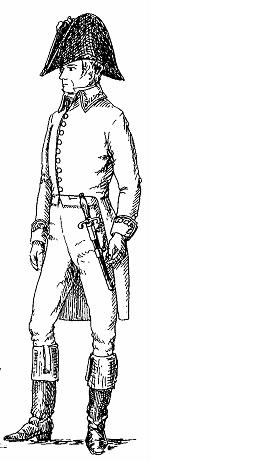
L’administration de la Marine sous l’Empire : un commissaire en petit uniforme, en service.

Le règlement de Floréal an VIII, à la rédaction duquel ont participé les administrateurs Redon de Beaupréau et Najac, fonde l'organisation de la Marine consulaire puis impériale. Dans chacun des arrondissements maritimes est institué un préfet maritime, autorité unique réunissant entre ses mains de très larges pouvoirs administratifs et militaires, comme jamais l'intendant ne les avait détenus. Six anciens intendants, ordonnateurs ou commissaires en occuperont les fonctions, parmi lesquels Redon de Beaupréau à Lorient, Lescallier à Brest, Malouet à Anvers et Charles-Henri Bertin à Toulon. L'efficacité de l'organisation mise en place dans les ports devient indéniable et sera maintenue dans ses grandes lignes durant plusieurs décennies.
L’administration de la Marine qui a certes perdu depuis 1791 ses attributions diplomatiques et une partie des attributions commerciales et financières qui lui étaient confiées depuis Colbert, n’en demeure pas moins dotée de compétences plus vastes que n’importe quel autre département ministériel. L’examen des chapitres du budget donne un aperçu de la variété de ses domaines d’action : militaire et maritime, bien sûr, mais aussi financier (administration de la caisse des Invalides), judiciaire (cours de justice et tribunaux maritimes), agricole et commercial (pêche,…)… Au-delà des mers, elle étend son administration sur toutes les terres colonisées. À tous ses niveaux, des officiers du commissariat assurent ainsi des responsabilités diverses, tandis que dans les ports on les voit assurer la centralisation des questions administratives pour l’ensemble des services.

### L’avènement des techniciens
Après la guerre de 1870, le rattachement des colonies à la Marine ne se justifie plus à mesure que l'Empire s'enfonce à l'intérieur des continents. En 1889, les services coloniaux sont rattachés au ministère du Commerce, de l'Industrie et des Colonies puis, en 1894, au nouveau ministère des Colonies. Bientôt, les commissaires du cadre des colonies sont ainsi séparés de ceux qui sont destinés à servir dans les ports et sur les vaisseaux. Peu après, en 1902, ce seront les commissaires affectés à l'inscription maritime qui feront à leur tour sécession.
Au début du XXe siècle, Le commissariat de la Marine n’exerce ainsi de compétence que sur un domaine exclusivement militaire, dans des conditions radicalement nouvelles par rapport aux décennies antérieures.

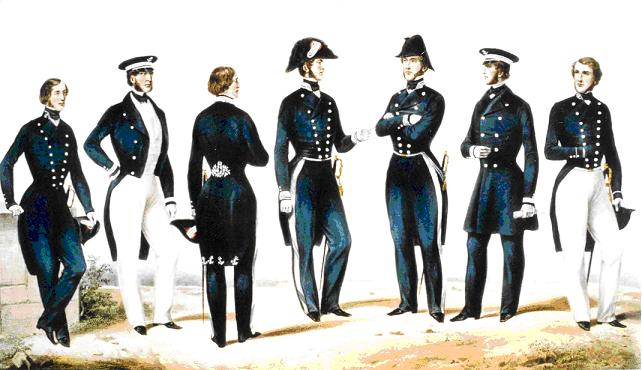
Officiers du commissariat en 1850 : du commis de Marine au commissaire général.

En effet, à la même époque, le vent de réformes qui souffle sur l'organisation des armées n'épargne pas la Marine.
À partir de 1886, une série de textes, couronnée par un décret du 25 août 1900, confère aux différents services non seulement les attributions techniques qui leur sont propres, mais aussi les attributions administratives correspondantes. La seule survivance de la centralisation, autrefois dévolue au commissariat, demeure dans les ports où le directeur du commissariat conserve la qualité d'ordonnateur des dépenses engagées par la Marine.
Le commissariat devient par le décret du 18 décembre 1909 le Service central de l'Intendance maritime. Ses bureaux parisiens, principalement armés à l’origine par du personnel civil, administrent la solde, les frais de route, les subsistances, l'habillement, les approvisionnements de la Flotte et les transports généraux. Ils s'intéressent déjà à l'achat et au stockage des produits pétroliers alors que la chauffe au charbon est encore le lot commun. Si le commissariat n'est plus alors le service d'administration générale, ses officiers embarqués sont, eux, confirmés dans leurs tâches d'administration directe par le décret du 17 octobre 1910 qui donne aux unités les moyens financiers de leur autonomie. Le commandant, le commandant en second et le commissaire forment à bord un « conseil d'administration » collégialement responsable de l'exactitude et de la régularité des paiements de solde, de frais de déplacement, des achats de vivres et d'approvisionnements.
Quand est créée, en 1910, l'École du commissariat de la Marine, la vie à bord des unités devient pour ses élèves la première expérience offerte, celle qui les imprègnera tout au long de leur carrière.

### Guerre Mondiale

#### 1914-1918
Des officiers du corps sont partout. S’ils sont nombreux dans les arsenaux et les bases pour veiller au ravitaillement et au soutien des forces navales, beaucoup se battent, en mer, dans les formations de marins à terre (fusiliers marins et autres canonniers marins), voire dans l'aviation.

#### Entre-deux-guerres

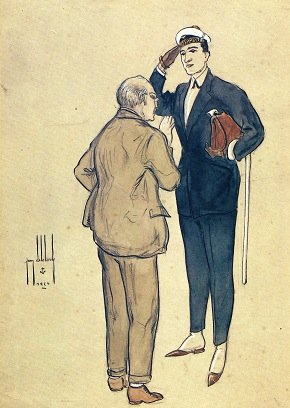
La préparation du concours de commissaire de la Marine dans les années 1920.

L'après-guerre est marquée par une militarisation accrue de l'encadrement du commissariat, d'abord par la constitution en 1919 du corps des officiers d'administration, puis, en 1920, par une réforme de structure à l'administration centrale, quand le Service central de l'Intendance maritime devient une direction centrale, dont les postes clés sont bientôt confiés à des officiers. Localement, l'organisation en directions continue à répondre aux exigences de la déconcentration dans chaque port. Le directeur reste l'ordonnateur secondaire des dépenses de la Marine. Ses services s'enrichissent en 1919 d'une structure originale, le Service d'approvisionnement des ordinaires chargé de fournir la plus grande partie des vivres aux unités. Le décret du 27 avril 1927, en fondant l'organisation de la Marine militaire sur le principe de l'unité d'autorité, « la Marine militaire a pour chef le ministre de la Marine », pose la distinction du commandement et de l’administration « qui assure le fonctionnement des unités et des services en vue de fournir au commandement les moyens d’agir ». Cette distinction capitale s’appuie sur celle des forces chargées du combat et de sa préparation, et des services qui leur fournissent les moyens de vivre et de combattre. L’administration est confiée aux officiers des corps techniques qui dirigent les services et en assurent le fonctionnement selon leur spécialité. Sur ce socle, politiques et marins construisent alors une des plus belles marines jamais possédées par la France.

#### 1939-1945
l'histoire de son commissariat continue à se confondre avec celle de la Marine. Depuis septembre 1939, la Flotte est prête au combat, les stocks sont au plus haut, la réquisition et l'armement de la flotte de commerce ont été opérés sans difficulté. L'intendance maritime sous les ordres du commissaire général Douillard a accompli sa mission.
Avec la débâcle en 1940, un régime de délégation forfaitaire est improvisé en quelques jours, pour que le chef de famille et les siens puissent recevoir séparément une solde décente. En 1944, pour pourvoir aux besoins des 33 000 marins placés en congé d'armistice à la suite du sabordage de la Flotte à Toulon, sera créé à Paris le centre mécanographique de la solde qui prépare le rendez-vous du commissariat avec l'informatique, vingt ans plus tard.
Dans la France occupée, il n'y a plus de Flotte, les services tournent au ralenti, n'assurant le soutien que de rares formations subsistant dans les arsenaux.

### L’époque contemporaine
À la fin de la guerre, en dépit des idées de fusion qui prévalent, la Marine continue à garder son autonomie. Sous l’autorité du ministre de la Défense, un secrétaire d’Etat coiffe l’État-major de la Marine et les grandes directions. Toutes fonctionnent sous le principe de l’autonomie des services. Pour assurer la coordination de l’ensemble, le secrétaire d’état dispose d’un cabinet civil, d’un cabinet militaire et d’une section administrative aux compétences étendues. En cette période de grande instabilité gouvernementale, cet organisme est un lieu de pouvoir où se côtoient administrateurs civils, contrôleurs, commissaires et officiers de marine. À partir de 1958, l’administration des armées est profondément remaniée avec la désignation d’un ministre unique pour l’ensemble des armées, puis, avec les décrets d’avril 1961, la mise en place de grandes structures prenant en charge les fonctions administratives, industrielles et de surveillance. Demeurée à proximité immédiate de l’état-major, rue Royale, la Direction centrale du commissariat voit sa situation évoluer, alors que le traitement des affaires par les nouveaux centres de décision du ministère gomme progressivement les spécificités de chacune des armées, privilégie l’économie de moyens et la rationalisation des organisations. Dès 1959, une coopération interarmées est d’ailleurs instaurée par la création d’une « commission permanente des intendances et commissariats », destinée à exploiter toutes les convergences possibles en particulier pour les approvisionnements, le soutien réciproque, l’uniformisation des textes et procédures.
À ces mutations, s’en ajoutent d’autres. Si l’heure de la décolonisation est venue et si progressivement les grandes bases outre-mer doivent être évacuées, la France affirme sa volonté de conserver une flotte à triple composante (aérienne, sous-marine et de surface) et une présence significative sur tous les océans.
Peu à peu, le commissariat doit prendre en compte les nouvelles caractéristiques des missions de la Marine et réaffirmer, par une politique des emplois volontariste, sa vocation à l’administration générale.
En 1947, l'Intendance maritime, en reprenant l'appellation de commissariat de la Marine, avait marqué accessoirement l'attachement qu'elle portait à son histoire séculaire, mais surtout cherché à se distinguer des « intendances », avant tout caractérisées par leur non participation à l'activité opérationnelle des forces. Nanti pour leur soutien d'une compétence générale, le Service est donc naturellement attentif à répondre aux nouvelles exigences logistiques.
Cette capacité s'appuie sur une organisation essentiellement déconcentrée dans les ports où se trouvent les infrastructures, les ateliers et les stocks. Son action est pilotée par une administration centrale compétente pour la gestion des crédits, la passation de marchés et disposant de moyens informatiques. Au total, il s'agit d'un ensemble de 3 800 personnes, dont près de 3 500 fonctionnaires et ouvriers.
À Paris comme dans les ports, deux axes sont alors suivis : l'amélioration des outils de gestion et la priorité reconnue à la logistique. En fait, tous les efforts sont tournés vers le développement de la double capacité des forces à durer à la mer et à basculer instantanément d'une situation de paix à une situation de guerre. Qu'il s'agisse de conclure sur tous les points du globe des marchés d'approvisionnement en produits pétroliers, de développer un système de ravitaillement automatique en vivres pour normaliser leur délivrance aux forces navales en mer ou d'aider à définir les spécifications des matériels d'emploi commun, le commissariat est présent sur tous les fronts de la logistique.

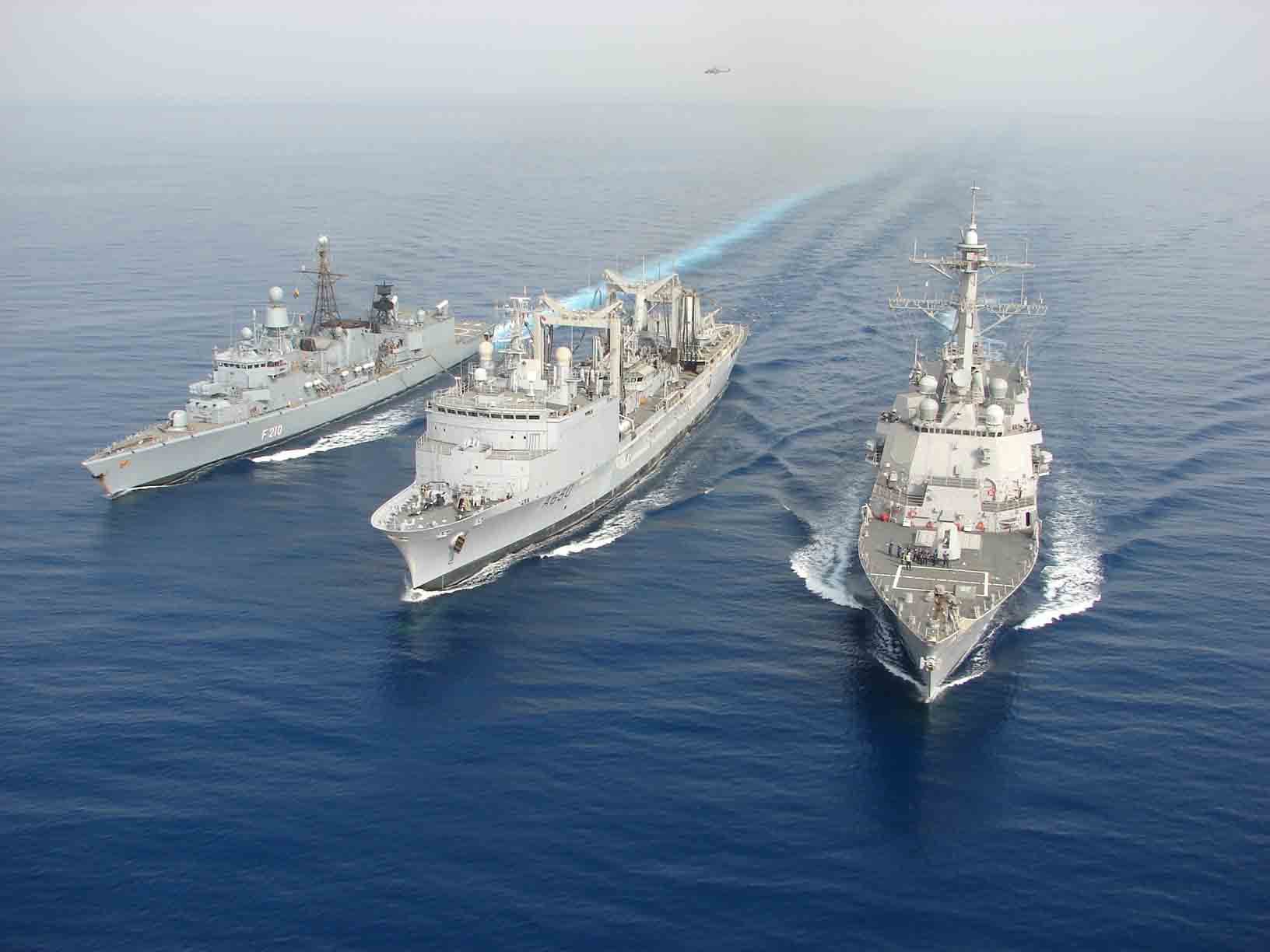
Ravitaillement à la mer.

Un décret du 22 décembre 1975 portant statuts particuliers des corps d’officiers navigants qui traite en son titre II des commissaires de la Marine, désigne ces derniers comme corps d’administration générale de la Marine. Leur participation à l’activité opérationnelle et à l’encadrement militaire des forces est confirmée. De même, le décret du 24 décembre 1976 prévoit pour les officiers du corps technique et administratif de la Marine (CTAM) leur emploi dans des fonctions « administratives ou techniques d’encadrement » dans les organismes (forces, état-major) ou services de la Marine ou autres. Inscrite dans les textes, cette vocation à des emplois ouverts est déjà une réalité pour plus de la moitié des commissaires et pour un nombre croissant d’officiers du CTAM qui sont appelés à tenir un nombre de postes de plus en plus variés.
Deux facteurs vont contribuer à la conforter.
C’est tout d’abord le champ d’action apparu avec l’essor du service public, organisé et structuré autour des préfets maritimes. Cette mission institutionnalisée par le décret du 9 mars 1978 confère aux commandants de régions maritimes des attributions préfectorales. Dans son accomplissement, les commissaires retrouvent les administrateurs des Affaires maritimes. Parallèlement le bureau du droit de la mer de la Direction centrale est, dès 1972, sollicité pour prendre part aux négociations internationales appelées à déboucher, dix ans plus tard, sur la convention de Montego Bay qui bouleverse la géographie politique des océans et définit de nouvelles normes de comportement.

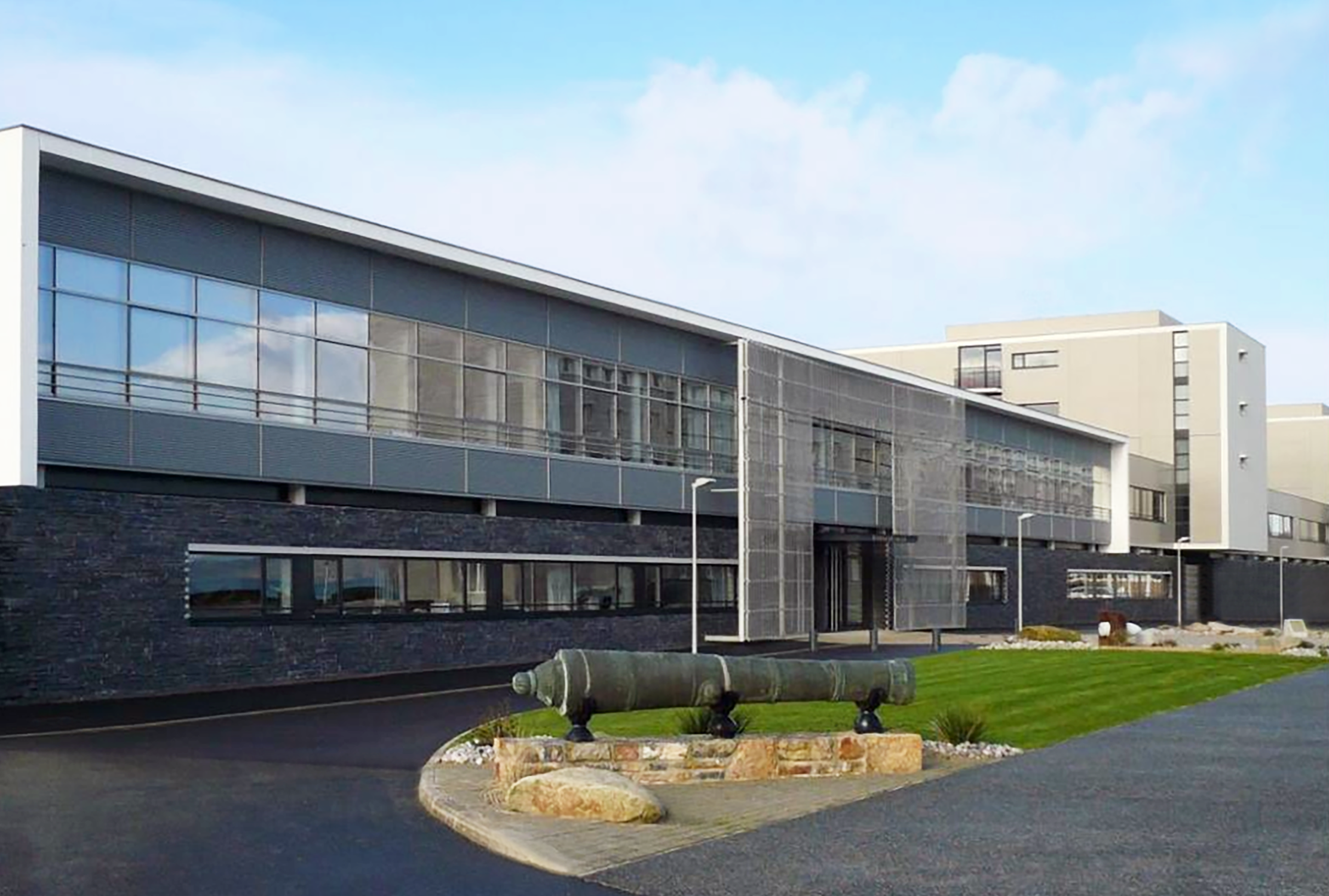
Les locaux de l’EOCM sur le site de Lanvéoc-Poulmic de 2005 à 2013.

En 1991, l'École d’administration de la Marine quitte Cherbourg pour rejoindre l'École du commissariat de la Marine à Toulon, dans l’ancienne corderie royale, pour former le groupement des écoles du commissariat de la Marine (GECM). Ces deux écoles resteront dans ces locaux jusqu’à l’été 2005, période à laquelle elles s’installent à Lanvéoc sur le site des Écoles du Poulmic, sous leur nouvelle dénomination d'École des Officiers du Commissariat de la Marine (EOCM). Les élèves commissaires profitent très brièvement des synergies de formation avec l'École navale, en particulier pour leur formation de chef de quart.
Au 1er janvier 2013, le corps des commissaires de la Marine est dissous, et les anciens commissaires de la Marine intègrent automatiquement le corps des commissaires des armées. Le corps des officiers du corps technique et administratif de la Marine disparaît également définitivement le 1er janvier 2016, ventilé entre le corps des officiers spécialisés de la marine et le corps des commissaires des armées.